# 豊国祭礼図屏風
豊国祭礼図屏風（ほうこくさいれいずびょうぶ）は、現在の京都府京都市東山区にある豊国神社で行われた祭りを描いた屏風絵である。主祭神豊臣秀吉の七回忌に当たる慶長9年（1604年）8月に開催された豊国大明神臨時祭礼を描いた屏風で、江戸時代の17世紀前半に作られた。2点が重要文化財に指定されている。

## 概要
豊臣秀吉の七回忌の慶長9年8月14日・8月15日に開催された豊国大明神臨時祭礼の模様を描いた作品が豊国祭礼図屏風である。豊国神社の別当だった神龍院梵舜の日記『梵舜日記』によると、臨時祭礼を承認した徳川家康と秀吉の息子豊臣秀頼の家老片桐且元、および梵舜の兄で豊国神社社務の吉田兼見と祭礼について相談するため、家康が滞在していた伏見城をしばしば訪れたこと、本来臨時祭礼は8月13日の1日だけで済ませる予定だったが雨で順延、14日と15日の2日で執り行われることに変更した話などが書かれている。
武田恒夫はリストアップした7点の豊国祭礼図屏風を紹介しているが、原本が現存しているのは2点だけである。
| 名称                         | 所蔵       | 形式                      | 大きさ                     | 備考       |
| ---------------------------- | ---------- | ------------------------- | -------------------------- | ---------- |
| 豊国神社本                   | 豊国神社   | 屏風六曲一双 紙本金地着色 | 各隻：縦167.5cm、横365.0cm | 重要文化財 |
| 徳川黎明会本（徳川美術館本） | 徳川美術館 | 屏風六曲一双 紙本金地着色 | 各隻：縦166.7cm、横345.0cm | 重要文化財 |

豊国神社本は狩野内膳作であり、徳川美術館本は伝岩佐又兵衛作とされる。
武田は5点の豊国祭礼図屏風について解説し、『国華』805号に掲載された屏風（六曲一隻）は豊国神社本の模本で図版でしか確認出来ない。伊勢徴古館に旧蔵されていたが戦災で焼失した屏風（六曲一隻）は絵の形骸化が見られると評し、京都の個人蔵（鶴来家本・六曲一双）も祭礼図から逸脱している別物（東山名所図）と評している。妙法院からは2点の写本屏風を紹介、1点は狩野孝信が描いた屏風の模本（メクリ10枚）で、豊国神社本とも徳川美術館本とも別の豊国祭礼図屏風で元は六曲一双だが、原本は存在しない上模本も二扇が欠けている。もう1点は豊国神社本の模本で（メクリ12枚）、両方とも天明3年（1783年）に写されたことが包紙で書かれている。
右隻は豊国神社を背景に行われた14日の諸行事を描き、田楽の奉納・大和猿楽四座による薪能・神官らの騎馬行列を描いている。左隻は15日に方広寺大仏殿（京の大仏）の門前で京都町衆の風流踊（豊国踊り）をメインに描き、趣向を凝らした巨大な風流傘を中心に、金銀で飾り立てた踊り子達が円陣を組んで乱舞する様子、傍らにいる巨大な筍や大黒などに扮装した人物を描いている。
洛中洛外図との類似も指摘され、豊国神社本と徳川美術館本には洛中洛外図と構成が似ている箇所がいくつか挙げられている。

## 作品

### 豊国神社本
慶長9年から慶長11年（1606年）頃の作。豊国神社所蔵。各隻どちらにも左端下方に狩野内膳の署名と「暉」字の朱文壺形印がある。
大祭の全貌を伝えるための記録画として制作された豊国神社本は洛中洛外図だけでなく『高雄観楓図屏風』・『日吉祭礼図屏風』も参照したと思われる部分が見られる一方、細部を丁寧に描写しており、左隻上部の清水寺・東山と宴会の準備や行楽に向かう人々、諸行事の表現、桟敷（観客席）と見物人（観客）に至るまでを描いている。左隻の方広寺は大祭から2年前の慶長7年（1602年）に焼失したため大祭では存在しなかったが、秀吉の事績の顕彰のため描かれたとされる。しかし右隻三扇目中央にある豊国神社の楼門脇の桟敷は御簾が下ろされ、中にいると推測される高台院の姿が見えない表現になっている。黒田日出男は右隻四扇目上部に描かれた田楽を見ている老尼、左隻二扇目中央の大仏殿楼門の石段で豊国踊りを見ている老尼を高台院と特定、いずれも醜い顔で描かれている。
『梵舜日記』慶長11年8月18日には、13日に臨時祭礼図屏風一双が大坂から豊国神社に奉納されたという記録があり、この屏風が豊国神社本とされている。黒田は日記の文章から屏風は大坂で制作され、内膳制作の豊国神社本と同じである可能性が高いことを記す一方、屏風の奉納は且元とする記述に不自然な点を指摘、秀頼と母・淀殿が屏風の制作・奉納の主体と考え、且元が奉納者となっているのは偽装で、屏風を豊国神社の「下陣」に公開して「諸人」に見物させた行為が自分達に不都合なため且元を奉納者にしたと推測している。こうした理由は屏風に高台院を醜く描かせた点を非難されることを避けるためと捉え、淀殿は屏風制作中の慶長10年（1605年）に家康の使者として秀頼の上洛を勧めた高台院へ激しい怒りを向け、内膳に醜い顔の高台院を描かせて諸人見物、衆人の目に晒したのが屏風制作・公開の意図としている。

### 徳川美術館本
慶長19年（1614年）から元和2年（1616年）頃の作。徳川美術館所蔵。岩佐又兵衛と工房の作品とされる。
又兵衛作の洛中洛外図（舟木本）との類似が指摘されるが、舟木本と比べ、人体表現に不自然な写し崩れや歪みが見られる事から、舟木本の後に制作されたと考えられる。公式記録画の趣きがある豊国神社本と比べ、大祭の記録に無頓着で、混沌とした熱狂的エネルギーを画面いっぱいに描き出した風俗画となっている。千切れるような金雲の表現、高い視点で俯瞰的に描く豊国神社本に対して低い視点で前面の騎馬行列と踊り狂う群衆を描く、豊国神社と方広寺は一部しか描かれていないなど豊国神社本との違いがそこかしこに見られる。また右隻は周囲にかぶき者同士の喧嘩や男女の逢引を描き、左隻は風流踊を類まれな群像表現と緻密さと色彩で克明に描き、祭礼の狂騒をエネルギッシュに描き出している。右隻の馬揃えの場面は『平治物語絵巻』の巻頭から巻末に至る群像をいくつかのまとまりで分節・再構成することで出来上がっている。
右隻六扇目中央左、上半身裸の男が持つ朱鞘には「いきすぎたりや、廿三、八まん、ひけはとるまい」と記されている。これは慶長17年（1612年）、江戸で処刑されたかぶき者の頭領大鳥逸兵衛（一兵衛）の鞘の銘「廿五まで　生き過ぎたりや　一兵衛」を模したと言われ、戦乱が終わろうとしている時代に生まれた当時の若者の気持ちを表すとしてしばしば言及されたが、近世史家の杉森哲也は「廿三」とは豊臣秀頼の死没年齢であることを指摘し、黒田日出男はこの場面に描かれているのはかぶき者の喧嘩に見立てた大坂の陣であり、23歳の秀頼と母・淀殿の滅亡であったとしている（朱鞘の男は秀頼、男の上方で倒れた駕籠の中から手を出している女は淀殿、側で破れ傘を持って飛びのいている老後家尼は高台院、朱鞘の男と喧嘩しようとしている男は徳川秀忠とされる）。また、この場面から橋を渡った向こう側（男女の視線が微妙に交差する世界）には戦乱（大坂の陣）の終息とともに訪れた「浮世」を現出している。
この屏風の発注者は、黒田によれば高野山光明院に伝来していることや、左隻二扇目下段の豊国踊りの場面に「太」の字（太閤）とともに卍紋がはっきりと描かれていることから、光明院に関係の深い秀吉愛顧の大名蜂須賀家政であり、慶長19年の秀吉十七回忌に際して、自らの隠居屋敷にほど近い中田村に豊国神社を創建した際に発注、元和2年頃に完成した屏風を手元に置いたとされる。また黒田は屏風が蜂須賀氏から光明院へ移った時期も想定し、寛永15年12月30日（1639年2月2日）に家政が亡くなった後、翌寛永16年に遺骨と共に屏風も光明院へ納められたのではないかと想定している。屏風は明治21年（1888年）に火災に遭った高野山へ再建費用を援助した蜂須賀氏へ移ったとされるが、昭和8年（1933年）に蜂須賀正氏が屏風を競売に出し、落札した徳川義親が徳川黎明会に保管、徳川美術館所蔵として現在に至る。
黒田は左隻四扇目中央に描かれた方広寺の楼門右の桟敷にも着目、2階建てのようになっている桟敷は御簾が下ろされ、上の桟敷に8人の女性、下の桟敷に4人の男性（中年男性の武士1人と童1人、小姓と思われる2人の少年）がそれぞれ中にいる。下の桟敷にある水引暖簾に卍紋が描かれていること、一扇目中央と六扇目下段に豊国踊りで立てられた旗の先頭にも卍紋が描かれていることを発見、この2点を直線で結ぶと中央に楼門右の下の桟敷が通ることを突き止めた（六扇目下段の卍紋は前述の二扇目下段の卍紋とも直線で結ばれ、2本の直線を結ぶ折り返し点になっている）。下の桟敷の中年武士は家政で上の桟敷の黒い扇を右手に持っている女性は正室慈光院と推定、立膝にした右足に右手をつけて、左に傾いた体を左手で支えて座っている中年武士の姿勢が寛永16年の家政の肖像画と合致していることも発見して家政発注者説を補強した。